# 1934 en arts plastiques
| Années des arts plastiques : 1931 - 1932 - 1933 - 1934 - 1935 - 1936 - 1937    |
| Décennies des arts plastiques : 1900 - 1910 - 1920 - 1930 - 1940 - 1950 - 1960 |

Cette page concerne l'année 1934 en arts plastiques.

## Œuvres
- Joan Miró, Personnage, pastel sur papier velours.

## Naissances
- 1er janvier : Prafulla Dahanukar, peintre indienne († 1er mars 2014),
- 5 janvier : Antoni Pitxot,  peintre espagnol († 12 juin 2015),
- 11 janvier : Antonio Seguí, peintre argentin († 26 février 2022),
- 31 janvier : Marwan Kassab Bachi, peintre syrien († 23 octobre 2016),
- 12 février : Michel Clos, peintre français († 19 février 2015),
- 17 février : Étienne Ritter, peintre français († 19 novembre 1994),
- 23 février : Masuo Ikeda, peintre, illustrateur, sculpteur, céramiste, imprimeur d'estampes, romancier et réalisateur japonais († 8 mars 1997),
- 1er mars : Jean-Michel Folon, peintre, graveur et sculpteur belge († 20 octobre 2005),
- 7 mars : Raymond Segré, comédien et peintre français († 14 juin 2021),
- 11 mars : Maurice Matieu, peintre, éditeur et écrivain français († 17 juin 2017),
- 12 mars : Ragnar von Holten, peintre, graveur, illustrateur et conservateur de musée suédois († 26 septembre 2009),
- 14 mars : Robert Guinan, peintre américain († 3 avril 2016),
- 21 mars : Jean-Marie Queneau, peintre, graveur et éditeur français († 16 février 2022),
- 14 avril : Jean-Claude Chauray, peintre français († 14 juillet 1996),
- 27 avril : Loïc Dubigeon, illustrateur, peintre et styliste français († 27 janvier 2001),
- 3 mai : Armand Sinko, peintre figuratif français († 5 mars 2012),
- 17 mai : Françoise Malaprade, peintre française,
- 20 mai : Alfons Schilling, peintre, photographe, dessinateur et performeur suisse et autrichien († 19 juin 2013),
- 23 mai : Zdenka Braunerová, peintre austro-hongroise puis tchécoslovaque (° 9 avril 1858),
- 27 mai : Tarcisio Merati, peintre  italien († 22 octobre 1995),
- 1er juin : Mohamed Aksouh, peintre et graveur algérien,
- 4 juin : Robert Vernet-Bonfort, artiste, peintre et lithographe français († 16 mai 2017),
- 5 juin : Ralph Rumney, peintre britannique († 6 mars 2002),
- 25 juin :
  - Zwy Milshtein, peintre français d'origine roumaine († 4 février 2020),
  - Jacques Monory, peintre français,
- 18 juillet : Jean-Michel Sanejouand, peintre et sculpteur français († 18 mars 2021),
- 28 juillet : Bud Luckey, animateur, dessinateur, chanteur, musicien, compositeur et acteur américain († 24 février 2018),
- 29 juillet : Bernard Aubertin, plasticien français († 31 août 2015),
- 11 août :
  - Schang Hutter, sculpteur suisse,
  - Pierre Lohner, peintre et dessinateur français († 3 novembre 2008),
- 15 août : Louis Levacher, peintre et sculpteur français († 7 mars 1983),
- 16 août : Peter Saul, peintre américain,
- 4 septembre : Yves Milet-Desfougères, peintre et graveur français  († 18 février 2022),
- 20 septembre : Mario Schifano, peintre et collagiste de tradition postmoderne italien († 26 janvier 1998),
- 26 septembre : Rolf Aamot, peintre, réalisateur, photographe et compositeur norvégien († 26 février 2024),
- 2 octobre : Ahmed Cherkaoui, peintre et plasticien marocain († 17 août 1967),
- 14 octobre : Ljuba, peintre surréaliste serbe († 12 août 2016),
- 29 octobre : François Aubrun, peintre français († 5 février 2009),
- 8 novembre : Ismaïl Samsom, peintre et graveur algérien († 5 juillet 1988),
- 15 novembre : 
  - Farid belkahya, peintre marocain,
  - Maluda : peintre portugais († 10 février 1999),
- 19 novembre : Sam Szafran, peintre français († 14 septembre 2019),
- 29 novembre : Nicole Quétin, peintre, lithographe et graveuse française († 1er décembre 2013),
- 4 décembre : Riccardo Tommasi Ferroni, peintre italien († 19 février 2000),
- 17 décembre : Irving Petlin, peintre américain († 1er septembre 2018),
- 18 décembre : Osanne, peintre et graveuse française († 14 janvier 2020),
- 25 décembre : Claude-Jean Darmon, dessinateur et graveur français,

- ? :
  - Luis Gordillo, peintre espagnol.
  - Shimotani Chiharu, artiste graveur japonais.

## Décès
- 6 janvier : Emmanuel Gondouin, peintre cubiste français (° 29 janvier 1883),
- 9 janvier : Pierre Georges Jeanniot, peintre, illustrateur et graveur français (° 2 juillet 1848),
- 10 janvier : Ilse Heller-Lazard, peintre germano-suisse (° 3 août 1884),
- 12 janvier : Alice Desca, lithographe, graveuse et peintre française (° 23 février 1868),
- 28 janvier : Armand Rassenfosse, peintre et lithographe belge (° 6 août 1862),
- 31 janvier : Duncan Sommerville, mathématicien, astronome et peintre néo-zélandais (° 24 novembre 1879),
- 9 février : Henri Van Dyck, peintre belge ( °25 mars 1849),
- 16 février : Roberto Ferruzzi, peintre italien (°16 décembre 1853),
- 19 février : Emmanuel Aladjalov, peintre russe puis soviétique (° 8 juin 1862),
- 9 mars : Louis Hista, peintre français (° 5 janvier 1851),
- 12 mars : Marie Tonoir, peintre française (° 25 août 1860),
- 26 mars : Joseph Coront, peintre français (°19 avril 1859),
- 28 mars : Joseph-Émile Millochau, peintre français (° 18 novembre 1856),
- 31 mars : Riccardo Pellegrini, peintre italien (° 1863),
- 24 avril : Léopold Gottlieb, peintre polonais (° 1883),
- 24 mai : Charles Léandre, illustrateur, lithographe, caricaturiste, dessinateur, sculpteur et peintre français (° 22 juillet 1862),
- 26 mai : Maurice Lefebvre-Lourdet, peintre, dessinateur, illustrateur et affichiste français (° 8 avril 1860),
- 2 juin : Jean-Baptiste Bassoul, peintre français (° 15 mars 1875),
- 11 juin : Ester Almqvist, peintre suédoise (° 3 novembre 1869),
- 14 juin : Jacob Balgley, peintre et graveur russe (° 7 mars 1891),
- 1er juillet : Jules Monge, peintre français (°26 décembre 1855),
- 26 juillet : Rudolf Maister, militaire, poète et peintre austro-hongrois puis yougoslave (° 29 mars 1874),
- 28 juillet : Leopold Pilichowski, peintre polonais (° 23 mars 1869),
- 29 juillet :
  - Pierre Comba, peintre français (° 1er septembre 1859),
  - Kume Keiichirō, peintre japonais (° 11 septembre 1866),
- 31 juillet : Émile Schuffenecker, peintre postimpressionniste français (° 8 décembre 1851),
- 4 août :
  - Charles Sénard, peintre, graveur et illustrateur français (° 17 août 1878),
  - Trybalski, peintre roumain (° 2 janvier 1863),
- 17 août :
  - Alexandre Borissov, peintre, écrivain et explorateur des régions polaires russe puis soviétique (° 14 novembre 1866),
  - Gudmund Stenersen, peintre et illustrateur norvégien (° 18 août 1863),
- 23 août : Léon Boudal, homme d'église et peintre français (° 23 janvier 1858),
- 2 septembre : Georges Charlet, graveur au burin, peintre et céramiste animalier français (° 24 mars 1860),
- 11 septembre : François Barraud, peintre, dessinateur graveur et sculpteur suisse (° 14 novembre 1899),
- 27 septembre : Paul Albert Laurens, peintre français (° 18 janvier 1870),
- 6 octobre :
  - Ferdinand Humbert, peintre français (° 8 octobre 1842),
  - Henry Provensal, peintre, sculpteur et architecte français (° 18 février 1868),
- 7 octobre : Isaac Israëls, peintre néerlandais (° 3 février 1865),
- 14 octobre : Mikhaïl Matiouchine, peintre russe puis soviétique (° 1861),
- 17 octobre :
  - Adolf Hölzel, peintre allemand (° 13 mai 1853),
  - Piotr Outkine, peintre symboliste russe puis soviétique (° 9 octobre 1877),
- 19 octobre : Johannes Josephus Aarts, peintre, illustrateur, lithographe, aquafortiste, écrivain, professeur et concepteur de couverture de livre néerlandais (° 18 août 1871),
- 26 octobre : Frantz Seimetz, peintre et écrivain luxembourgeois (° 21 avril 1858),
- 27 octobre :  Leonard Ochtman, peintre impressionniste américain d'origine néerlandaise (° 21 octobre 1854),
- 28 octobre : Manuel Orazi, peintre, illustrateur, affichiste et décorateur français d'origine italienne, de style Art nouveau (° 5 octobre 1860),
- 30 octobre : Louis Lewandowski, peintre polonais (° 25 juillet 1879),
- 31 octobre : Ipolit Strâmbu, peintre roumain (° 18 mai 1871),
- 8 novembre : Nils Forsberg, peintre suédois (° 17 décembre 1842),
- 17 novembre : Gabriel Van Dievoet, peintre, décorateur et sgraffitiste belge (° 12 avril 1875),
- 24 novembre : Sem, illustrateur, affichiste, caricaturiste, chroniqueur mondain et écrivain français (° 22 novembre 1863),
- 4 décembre : Albert Besnard, peintre et graveur français (° 2 juin 1849),
- 9 décembre : Hugo Boettinger, peintre austro-hongrois puis tchécoslovaque (° 30 avril 1880),
- 12 décembre : George Demetrescu-Mirea, peintre roumain (° 1852),
- 14 décembre : Auguste Laguillermie, peintre et graveur aquafortiste français (° 27 mars 1841),
- 25 décembre : Eugène Lawrence Vail, peintre franco-américain (° 29 septembre 1857),
- ?
  - Tullio Allegra, peintre italien (° 1862),
  - Alexandre Altmann, peintre russo-français de l'École de Paris (° 1885),
  - Henri Aurrens, peintre, illustrateur et caricaturiste français (° 1873),
  - Abel-Dominique Boyé, peintre français (° 6 mai 1864),
  - Cesare Ferro Milone, peintre italien (° 18 avril 1880),
  - Joseph Giavarini, sculpteur d'art brut suisse (° 1877),
  - Howard Russell Butler, scientifique, juriste et peintre américain (° 3 mars 1856),
  - Loÿs Prat, peintre français (° 6 octobre 1879),
  - Édouard Rosset-Granger, peintre de genre et de portrait français (° 9 juillet 1853),
  - Cesare Saccaggi, peintre italien (° 7 février 1868),
  - Tommaso Francesco Testa, peintre italien (° 1867),
- Après 1934 :
- Raoul Boudier, peintre et illustrateur français (° 14 mars 1858).